# Karolinska tiden
Karolinska tiden avser i Sveriges historia perioden från 1654 till 1718, då Karl X Gustav, Karl XI och Karl XII, i tur och ordning, var Sveriges regenter.